# 長背魮
長背魮（学名：Labiobarbus festivus）为輻鰭魚綱鯉形目鲤科的其中一種，分布於亞洲馬來半島南部及婆羅洲，體長可達24公分，棲息在混濁的水域，可做為觀賞魚。

## 扩展阅读
維基物種上的相關：長背魮